# 12 heures 01
12 heures 01 (titre original : 12:01 P.M.) est une nouvelle de Richard A. Lupoff publiée pour la première fois en 1973 dans le bimensuel américain The Magazine of Fantasy & Science Fiction. Elle a été adaptée à deux reprises : en 1990 en court métrage puis en 1993 en téléfilm. Richard A. Lupoff fait un caméo dans les deux adaptations.
L'objet principal de l'intrigue est une boucle temporelle et présente une grande similitude avec celle du film Un jour sans fin de 1993. Richard A. Lupoff et Jonathan Heap, réalisateur du court métrage de 1990, se sont « indignés » du vol apparent de l'idée, mais après six mois de consultation d'avocats, ils décident d'abandonner l’affaire à l’encontre de Columbia Pictures.
Des décennies plus tard Richard A. Lupoff est revenu sur cette histoire avec deux suites, 12:02 P.M., publiée dans l’édition de janvier-février 2011 du Magazine of Fantasy & Science Fiction et 12:03 P.M., publiée dans l'édition de septembre-octobre 2012 du même magazine,.

## Résumé
Il est 12:01 de l'après-midi et Myron Castleman, un cadre à New York constate qu'il revit la même heure du même jour, encore et encore. Sa boucle temporelle commence à 12:01 et se termine à 13:00, quand il est en quelque sorte propulsé au même endroit où il a débuté l'heure précédente. Toutes les personnes autour de lui ignorent sa boucle, et chacun répète ses actions exactement au même moment dans l’heure, sauf s'il interagit avec Castleman. Dans l’une de ses boucles, Castleman apprend la théorie d'un physicien local qui semble décrire sa situation. Le physicien, Nathan Rosenbluth, théorise une « défiguration du temps » qui pourrait faire reculer l’univers et répéter une période d'une heure. Au cours des trois prochaines boucles temporelles, Castleman essaie désespérément de contacter Rosenbluth pour essayer d'en apprendre davantage. Lors de la dernière de ces tentatives Castleman s'effondre, victime d'une crise cardiaque. Il se rend compte qu'il est en train de mourir, mais est reconnaissant que cela puisse enfin rompre sa boucle et le libérer. Il meurt et l'heure de 13:00 arrive. Castleman se réveille et voit qu'il a été ramené à l’endroit où il recommence chaque heure. Il est 12:01.

## Adaptations

### Court métrage de 1990
12:01 P.M. est adapté pour la première fois dans un court métrage nommé aux Oscars sorti en 1990 et mettant en vedette Kurtwood Smith. Réalisé par Jonathan Heap, il est diffusé pour la première fois sur la chaîne de télévision câblée Showtime en 1990, dans le cadre de la série 30-Minute Movie.
Dans cette version, Kurtwood Smith interprète Myron Castleman, un homme ordinaire qui ne cesse de répéter la même heure de sa vie, de 12:01 à 13:00. Le personnage est pleinement conscient de sa boucle temporelle et personne d'autre n'en semble être conscient. Chaque fois que l'heure se réinitialise, Myron conserve sa mémoire (ou, comme le dit le film, sa conscience), et malgré ses meilleures tentatives pour comprendre ce qui se passe, il se rend finalement compte qu'il est totalement impuissant à empêcher le rebond du temps. Myron ne peut même pas rompre sa boucle en se suicidant, car il réapparaît, vivant, à la prochaine itération : il est piégé dans la boucle pour l'éternité.
Ce film n'est jamais sorti en DVD ou VHS aux États-Unis, mais il est disponible en DVD au Royaume-Uni, aux côtés de sept autres courts métrages.

### Téléfilm de 1993
12 h 01, prisonnier du temps est une adaptation de la même nouvelle, produite pour être un téléfilm sorti en 1993. Il met en vedette Helen Slater, Jonathan Silverman, Jeremy Piven et Martin Landau et est diffusé pour la première fois sur Fox Network aux États-Unis.
Dans cette version, le personnage interprété par Jonathan Silverman, Barry Thomas, continue de revivre la même période de 24 heures (qui dans ce cas redémarre à minuit et une minute plutôt qu'à midi comme dans les autres versions). Helen Slater joue son amoureuse et Jeremy Piven fournit un soulagement comique en tant que son meilleur ami. Cette version diffère du court métrage en ce qu'elle présente un ton beaucoup plus léger et comique, et que le protagoniste trouve finalement un moyen de corriger la boucle temporelle au cours du film.
Cette version sort en DVD aux États-Unis le 28 novembre 2006.